# Ángela Salazar
María Ángela Salazar Murillo (Tadó, Chocó, Colombia; 1954-Apartadó, 7 de agosto de 2020) fue una activista colombiana afrodescendiente, lideresa en equidad y comisionada de la Comisión de la Verdad.

## Educación
Salazar estudió Trabajo Comunitario y Apoyo Social en el SENA de Urabá y también es tecnóloga especializada Gestión del Talento Humano de la misma entidad.

## Trayectoria
Su trabajo se concentró primicialmente en mejorar los derechos de las bananeras en Urabá. Este incluye alfabetizar los trabajadores niños y niñas de la ciudad. Además trabajó con la desmovilización de las Guerrillas y Autodefensas de la región, ayudando excombatientes comprometerse al proceso de paz. 
Fue cofundadora de la Casa de la Mujer en Apartadó, formada en 1996, y también fue miembro de la Junta de Acción Comunal del Barrio Obrero y del Comité de la Mujer desde 1996 hasta 2006. Además fue cofundadora de la Asociación de Mujeres de Apartadó en 2000, de la Red de Mujeres de Urabá en 2001, representante nacional en la Iniciativa de Mujeres por la Paz IMP desde 2001 y cofundadora de la Red de Mujeres Públicas en 2005 y de la Mesa Departamental de víctimas de la Sociedad Civil de Antioquia en 2007. Actualmente, se desempeñaba como Coordinadora Política de Antioquia para IMP y voluntaria del Programa de Desarrollo y Paz Córdoba – Urabá – Darién. 
Trabajó con buscar paz y justicia, documentando directamente 550 casos, principalmente de mujeres víctimas de las Autodefensas en Urabá, Córdoba y Chocó.
Salazar fue nominada tres veces al Premio Antioqueña de Oro. Reconociendo su trabajo importante, la Alcaldía de Apartadó le dio la Bacota Dorada en reconocimiento por el trabajo y el liderazgo ciudadano en 2017.
Falleció en Apartadó el 7 de agosto de 2020 a causa de COVID-19.